# Andrea Gämperli
Andrea Gämperli (* 5. April 1995) ist eine Schweizer Unihockeyspielerin. Sie steht beim schwedischen Verein Malmö FBC unter Vertrag.

## Karriere

### Verein
Gämperli begann ihrer Karriere beim UHC Jonschwil Vipers, später wechselte sie zum nächstgrösseren UHC Wil. Nach Probetrainings in Winterthur und Dietlikon entschied sich die Offensivspielerin für einen Wechsel in den Nachwuchs des UHC Dietlikon. Während der Saison 2011/12 wurde die Juniorenspielerin für drei Spiele der ersten Mannschaft nominiert. Dabei erzielte sie ein Tor sowie eine Torvorlage. Nach dieser Saison gab der Verein bekannt, dass sie in der Folgesaison in den Förderkader der ersten Mannschaft integriert werde. 2012/13 wurde die St. Gallerin in sieben Partien eingesetzt. Auf die kommende Saison wurde sie anschliessend definitiv in die erste Mannschaft befördert.
Seither konnte sie sich kontinuierlich steigern und reifte zur Stammspielerin. In der ersten Saison in der Nationalliga A gelangen ihr zehn Scorerpunkte. Ein Jahr später, 2014/15, konnte sie diese Quote mehr als verdoppeln. Am Ende standen zehn Tore und 13 Torvorlagen auf ihrem Scoreboard. In den kommenden Jahren konnte sie ihre starken Leistungen bestätigen. Während dieser Zeit konnte sie mit Dietlikon drei Cupsiege feiern. In der nationalen Meisterschaft unterlagen sie jeweils in den Finalspielen dem Rivalen Piranha Chur.
Zwei Tage nach dem Cupfinal 2017 verkündete der Verein, dass der Vertrag der Offensivspielerin um ein weiteres Jahr bis Ende Saison 2017/18 verlängert wurde. Damit wird die erst 21-jährige Spielerin ihre fünfte Saison mit den Dietlikerinnen bestreiten. Am 29. März verkündete der UHC Dietlikon die Vertragsverlängerung mit der 22-jährigen St. Gallerin.
2019 schloss sich Gämperli dem SSL-Verein Malmö FBC an. 
Nach zwei Jahren kehrte Gämperli wieder in die Schweiz zurück.

### Nationalmannschaft
Am 11. Juni 2016 gab Gämperli ihr Debüt für die Schweizer A-Nationalmannschaft. Zuvor spielte sie in der U19-Nationalmannschaft. Beim zweiten Spiel der Schweizer A-Nationalmannschaft gelang ihr im Spiel gegen Schweden ihr erster Treffer. Bei der Qualifikation zur Weltmeisterschaft 2017 wurde sie mit sieben Toren und vier Vorlagen zur siebtbesten Scorerin.

## Erfolge
- Schweizer Cup: 2015, 2016, 2017
- Schweizer Meister: 2017